# Liste der Bodendenkmäler in Oberhausen (bei Neuburg/Donau)
Auf dieser Seite sind die Bodendenkmäler in der oberbayerischen Gemeinde Oberhausen zusammengestellt. Diese Tabelle ist eine Teilliste der Liste der Bodendenkmäler in Bayern. Grundlage ist die Bayerische Denkmalliste, die auf Basis des Bayerischen Denkmalschutzgesetzes vom 1. Oktober 1973 erstmals erstellt wurde und seither durch das Bayerische Landesamt für Denkmalpflege geführt wird. Die folgenden Angaben ersetzen nicht die rechtsverbindliche Auskunft der Denkmalschutzbehörde.

## Bodendenkmäler der Gemeinde Oberhausen

### Bodendenkmäler in der Gemarkung Dezenacker
| Lage                  | Objekt                       | Akten-Nr.     | Bild |
| --------------------- | ---------------------------- | ------------- | ---- |
| Dezenacker (Standort) | Grabhügel der Hallstattzeit. | D-1-7332-0014 |      |

### Bodendenkmäler in der Gemarkung Oberhausen
| Lage                  | Objekt | Akten-Nr.     | Bild |
| --------------------- | --- | ------------- | ---- |
| Oberhausen (Standort) | Burgstall des Mittelalters.                                                                                      | D-1-7232-0001 |      |
| Oberhausen (Standort) | Villa rustica der römischen Kaiserzeit.                                                                          | D-1-7232-0115 |      |
| Oberhausen (Standort) | Grabhügel der Hallstattzeit und Gräber des frühen Mittelalters.                                                  | D-1-7232-0116 |      |
| Oberhausen (Standort) | Grabhügel der Hallstattzeit.                                                                                     | D-1-7232-0117 |      |
| Oberhausen (Standort) | Grabhügel vorgeschichtlicher Zeitstellung.                                                                       | D-1-7232-0118 |      |
| Oberhausen (Standort) | Grabhügel der Hallstattzeit.                                                                                     | D-1-7232-0119 |      |
| Oberhausen (Standort) | Grabhügel der Bronzezeit und der Hallstattzeit.                                                                  | D-1-7232-0120 |      |
| Oberhausen (Standort) | Burgstall des Mittelalters (Alte Burg).                                                                          | D-1-7232-0121 |      |
| Oberhausen (Standort) | Burgus der römischen Kaiserzeit sowie Teilstücke der römischen Straßenführung im Bereich des Burgus.             | D-1-7232-0123 |      |
| Oberhausen (Standort) | Burgstall des Mittelalters (Kaiserburg).                                                                         | D-1-7232-0124 |      |
| Oberhausen (Standort) | Mittelalterliche und neuzeitliche Befunde im Bereich der Wüstung Kreut.                                          | D-1-7232-0128 |      |
| Oberhausen (Standort) | Gräber der frühen Latènezeit.                                                                                    | D-1-7232-0129 |      |
| Oberhausen (Standort) | Siedlung vor- und frühgeschichtlicher Zeitstellung.                                                              | D-1-7232-0153 |      |
| Oberhausen (Standort) | Siedlung vor- und frühgeschichtlicher Zeitstellung.                                                              | D-1-7232-0154 |      |
| Oberhausen (Standort) | Siedlung vorgeschichtlicher Zeitstellung.                                                                        | D-1-7232-0221 |      |
| Oberhausen (Standort) | Mittelalterliche und frühneuzeitliche Befunde im Bereich der Katholischen Pfarrkirche St. Clemens in Oberhausen. | D-1-7232-0235 |      |
| Oberhausen (Standort) | Burgus der römischen Kaiserzeit.                                                                                 | D-1-7232-0292 |      |
| Oberhausen (Standort) | Siedlung der Urnenfelderzeit und des späten Mittelalters.                                                        | D-1-7232-0318 |      |
| Oberhausen (Standort) | Siedlung vor- und frühgeschichtlicher Zeitstellung.                                                              | D-1-7232-0320 |      |
| Oberhausen (Standort) | Burgstall des Mittelalters (Klosterburgstall Schwerenberg).                                                      | D-1-7332-0016 |      |

### Bodendenkmäler in der Gemarkung Rohrenfels
| Lage                  | Objekt                             | Akten-Nr.     | Bild |
| --------------------- | ---------------------------------- | ------------- | ---- |
| Rohrenfels (Standort) | Siedlung der späten Hallstattzeit. | D-1-7332-0192 |      |
| Rohrenfels (Standort) | Freilandstation des Mesolithikums. | D-1-7332-0195 |      |

### Bodendenkmäler in der Gemarkung Sinning
| Lage               | Objekt                                                                                      | Akten-Nr.     | Bild |
| ------------------ | ------------------------------------------------------------------------------------------- | ------------- | ---- |
| Sinning (Standort) | Frühmittelalterliches Reihengräberfeld.                                                     | D-1-7332-0015 |      |
| Sinning (Standort) | Freilandstation des Mesolithikums.                                                          | D-1-7332-0017 |      |
| Sinning (Standort) | Siedlung vor- und frühgeschichtlicher Zeitstellung im Luftbild, Siedlung des Mesolithikums. | D-1-7332-0018 |      |
| Sinning (Standort) | Siedlung vor- und frühgeschichtlicher Zeitstellung.                                         | D-1-7332-0019 |      |
| Sinning (Standort) | Teilstück vermutlich eines Doppelgrabens vor- und frühgeschichtlicher Zeitstellung.         | D-1-7332-0020 |      |
| Sinning (Standort) | Siedlung vor- und frühgeschichtlicher Zeitstellung.                                         | D-1-7332-0021 |      |
| Sinning (Standort) | Siedlung vor- und frühgeschichtlicher Zeitstellung.                                         | D-1-7332-0022 |      |
| Sinning (Standort) | Siedlung vor- und frühgeschichtlicher Zeitstellung.                                         | D-1-7332-0023 |      |
| Sinning (Standort) | Grabhügel vorgeschichtlicher Zeitstellung.                                                  | D-1-7332-0026 |      |
| Sinning (Standort) | Siedlung vor- und frühgeschichtlicher Zeitstellung.                                         | D-1-7332-0027 |      |
| Sinning (Standort) | Untertägige mittelalterliche und neuzeitliche Teile im Bereich der Kirche von Sinning.      | D-1-7332-0094 |      |
| Sinning (Standort) | Untertägige mittelalterliche und neuzeitliche Befunde im Bereich des Schlosses von Sinning. | D-1-7332-0095 |      |
| Sinning (Standort) | Untertägige mittelalterliche und neuzeitliche Teile im Bereich der Ansiedlung St. Wolfgang. | D-1-7332-0098 |      |

### Bodendenkmäler in der Gemarkung Stepperg
| Lage                | Objekt                           | Akten-Nr.     | Bild |
| ------------------- | -------------------------------- | ------------- | ---- |
| Stepperg (Standort) | Brücke der Römischen Kaiserzeit. | D-1-7232-0313 |      |

### Bodendenkmäler in der Gemarkung Unterhausen
| Lage                   | Objekt | Akten-Nr.     | Bild |
| ---------------------- | --- | ------------- | ---- |
| Unterhausen (Standort) | Grabenwerk vor- und frühgeschichtlicher Zeitstellung. | D-1-7232-0002 |      |
| Unterhausen (Standort) | Vorgeschichtlicher Ringwall Stätteberg mit Funden der mittleren Bronzezeit; Brandopferplatz der mittleren Bronzezeit, der jüngeren Urnenfelderzeit und der Hallstattzeit. | D-1-7232-0101 |      |
| Unterhausen (Standort) | Straße der römischen Kaiserzeit. | D-1-7232-0103 |      |
| Unterhausen (Standort) | Siedlung der römischen Kaiserzeit. | D-1-7232-0104 |      |
| Unterhausen (Standort) | Burgus der römischen Kaiserzeit. | D-1-7232-0105 |      |
| Unterhausen (Standort) | Burgstall des Mittelalters. | D-1-7232-0106 |      |
| Unterhausen (Standort) | Siedlung und Kalkbrennöfen der römischen Kaiserzeit. | D-1-7232-0107 |      |
| Unterhausen (Standort) | Siedlung vorgeschichtlicher Zeitstellung. | D-1-7232-0111 |      |
| Unterhausen (Standort) | Gräber der mittleren Bronzezeit. | D-1-7232-0113 |      |
| Unterhausen (Standort) | Gräber vor- und frühgeschichtlicher Zeitstellung. | D-1-7232-0162 |      |
| Unterhausen (Standort) | Körpergräber des Frühmittelalters. | D-1-7232-0187 |      |
| Unterhausen (Standort) | Mittelalterliche und frühneuzeitliche Befunde im Bereich der Katholischen Pfarrkirche St. Pankratius in Unterhausen.                                                      | D-1-7232-0239 |      |
| Unterhausen (Standort) | Siedlung und Brandgräber der römischen Kaiserzeit. | D-1-7232-0283 |      |
| Unterhausen (Standort) | Siedlung des frühen, hohen und späten Mittelalters sowie der frühen Neuzeit.                                                                                              | D-1-7232-0319 |      |

### Bodendenkmäler in der Gemarkung Unterhauser Forst
| Lage                         | Objekt                                     | Akten-Nr.     | Bild |
| ---------------------------- | ------------------------------------------ | ------------- | ---- |
| Unterhauser Forst (Standort) | Grabhügel vorgeschichtlicher Zeitstellung. | D-1-7232-0114 |      |
| Unterhauser Forst (Standort) | Burgstall des Mittelalters.                | D-1-7232-0175 |      |
| Unterhauser Forst (Standort) | Grabhügel vorgeschichtlicher Zeitstellung. | D-1-7232-0316 |      |
| Unterhauser Forst (Standort) | Grabhügel vorgeschichtlicher Zeitstellung. | D-1-7232-0321 |      |
| Unterhauser Forst (Standort) | Grabhügel vorgeschichtlicher Zeitstellung. | D-1-7332-0013 |      |